# Brachystephanus giganteus
Espèce
Synonymes
- Oreacanthus mannii Benth.[1]

Statut de conservation UICN

 VU A3c; B1ab(iii)+2ab(iii) : Vulnérable
Brachystephanus giganteus Champl. est une espèce de plantes à fleur de la famille des Acanthaceae et du genre Brachystephanus, présente principalement au sud-ouest et au nord-ouest du Cameroun, mais également en Guinée équatoriale.

## Description
C'est un arbrisseau pouvant atteindre 4 m de hauteur.

## Taxonomie
D'abord connu sous le nom de Oreacanthus mannii, ce taxon a été réattribué au genre Brachystephanus par D. Champluvier et I. Darbyshire en 2009.

## Distribution
L'espèce est assez répandue au mont Cameroun, plus rare au mont Manengouba, au mont Oku, aux monts Rumpi. Elle a été observée également sur l'île de Bioko, en Guinée équatoriale, mais toutes ces collectes sont antérieures aux années 1980. Elle semble avoir perdu 30 % de son habitat en quelque 30 ans, peut-être en l'absence de floraisons en masse pendant plusieurs saisons, mais cette estimation n'a pas été démentie par des études plus récentes.
Elle est classée « vulnérable » (VU) sur la liste rouge de l'UICN.